# Суконников, Александр Игнатьевич
Александр Игнатьевич Суконников (23 февраля 1912 или 23 февраля [7 марта] 1912, Старая Андреевка, Саратовская губерния — 1 сентября 1985, Старая Андреевка, Пензенская область) — работник сельского хозяйства. Герой Социалистического Труда (1948).

## Биография
Родился 23 февраля 1912 года в селе Старая Андреевка Кузнецовского уезда Саратовской губернии (ныне — Неверкинский район Пензенской области). Получив начальное образование в родной деревне, трудился в частном хозяйстве своих родителей. В 1931 году вступил в колхоз «Трудовик». В 1934 году был призван на срочную службу. После возвращения из армии в 1936 году продолжил работать в родном колхозе. Работал рядовым колхозником, позднее был назначен бригадиром полеводческого звена. В 1940 году был призван в армию. Участвовал в сражениях советско-финской войны. Был ранен. После войны возвратился в родное село, где продолжил работать в колхозе «Трудовик». С 1941 года участвовал в Великой Отечественной войне. После получения ранения был демобилизован. Трудился в колхозе на различных работах. Был бригадиром дорожной и полеводческой бригад. В 1946 году вступил в ВКП(б).
В 1947 году полеводческая бригада Александра Суконникова собрала 31,53 центнеров ржи с каждого гектара с посевной площади в 38 гектаров. За выдающиеся достижения в трудовой деятельности был удостоен в 1948 году звания Героя Социалистического Труда.
С 1950 года до выхода на пенсию в феврале 1960 года трудился бригадиром полеводческого звена в колхозе «Путь к коммунизму» Неверкинского района.
После выхода на пенсию проживал в родной деревне. Умер 1 сентября 1985 года (по другим данным — 1 января 1993 года).

## Награды
- Герой Социалистического Труда — указом Президиума Верховного Совета СССР от 2 апреля 1948 года.
- Орден Ленина.
- Орден Отечественной войны I степени (6.4.1985)[2].

## Комментарии
1. ↑  Дата приведена в «Пензенской энциклопедии»[5] и воспроизведена на ряде сайтов[6][7].

## Источник
- Пензенцы — Герои Социалистического Труда. — Пенза, 1988.
- Полубояров М. С. Суконников Александр Игнатьевич // Пензенская энциклопедия. — М.: Большая Российская энциклопедия, 2001. — С. 594.